# Berthoud (Kolorado)
Berthoud – miasto w Stanach Zjednoczonych, w stanie Kolorado. Według spisu w 2020 roku liczy 10,3 tys. mieszkańców. Zdecydowana większość populacji należy do hrabstwa Larimer, a niewielka jego część do hrabstwa Weld.